# Mehdi Hachemi
Pour les articles homonymes, voir Mehdi et Hachemi.
Mohamed Mehdi Hachemi est un joueur algérien de volley-ball né le 9 mars 1983. Il mesure 2,08 m et joue attaquant. Il totalise 63 sélections en équipe d'Algérie,,.

## Clubs
| Club                         | Pays    | De        | À         |
| ---------------------------- | ------- | --------- | --------- |
| Olympique d'Alger            | Algérie | 1999-2000 | 2000-2001 |
| Mouloudia d'Alger            | Algérie | 2001-2002 | 2002-2003 |
| Saint-Brieuc CAVB            | France  | 2003-2004 | 2005-2006 |
| Tours Volley-Ball            | France  | 2006-2007 | 2006-2007 |
| Gazprom-Iourga Sourgout      | Russie  | 2007-2008 | 2007-2008 |
| GS Pétroliers                | Algérie | 2008-2010 | 2010-2011 |
| CA Brive VB                  | France  | 2011-2012 | 2011-2012 |
| NR Bordj Bou Arreridj        | Algérie | 2012-2013 | 2014-2015 |
| GS Pétroliers                | Algérie | 2015-2016 | 2016-2017 |
| Amiens Métropole Volley-Ball | France  | 2017-2018 |           |

## Palmarès
Tours Volley-Ball
- Ligue des champions
  - Finaliste : 2007

- Supercoupe de France
  - Finaliste :2007

Olympique d'Alger
- Vainqueur de la Coupe d'Algérie  : 2000, 2001
- Vainqueur du Championnat d'Algérie  : 2000

GS Pétroliers
- Vainqueur de la Coupe d'Algérie  :2003, 2010
  -  Finaliste : 2016

NR Bordj Bou Arreridj
- Vainqueur de la Coupe d'Algérie  : 2014, 2015
  -  Finaliste : 2013
- Vainqueur du Championnat d'Algérie  : 2014, 2015

### Enéquipe d'Algérie
- Championnat d'Afrique
  - 2003 : 4e
  - 2011 : 4e

- Troisième du championnat arabe : 2006 ، 2014

- Finaliste aux  Jeux Africains 2011

- 6e aux Jeux méditerranéens : 2013